# 1981年7月31日の日食

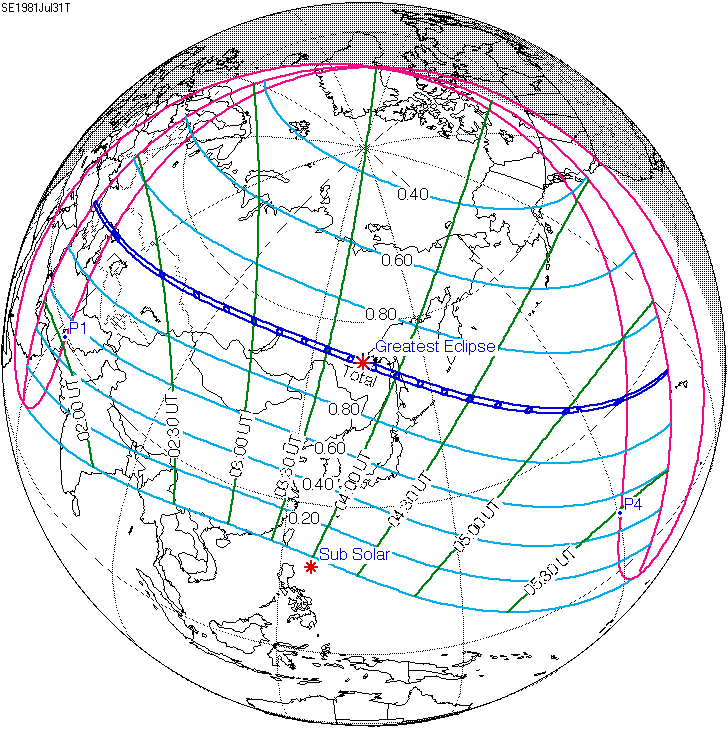

1981年7月31日の日食は、1981年7月31日に観測された日食である。ソ連で皆既日食が観測され、アジアの大部分、ヨーロッパ北東部及び周辺の一部で部分日食が観測された。

## 通過した地域
皆既帯が通過した、皆既日食が見えた地域は黒海北東部、ユーラシア大陸、北太平洋で、そのうち陸地は全てソ連の領土だった。詳細は現在のジョージア北西部、ロシアのヨーロッパ部分南部、カザフスタン、ロシアのシベリア南部だった。
また、皆既日食が見えなくても、部分日食が見えた地域はノルウェー、スウェーデン、フィンランド、デンマーク北部と東部、中央ヨーロッパ東部、ルーマニアのほとんど（南西部を除く）、ブルガリア中東部、ギリシャ北東端の小さい部分、西アジアのほとんど（トルコ西部沿岸、アラビア半島南西部を除く）、南アジア中北部、東アジアのほとんど（中国の雲南省南部、南シナ海沿岸を除く）、ビルマ連邦社会主義共和国（現在通称ミャンマー）の北半分、ソ連全国、デンマーク領グリーンランド中北部、カナダの北西半分、アメリカのアラスカ州、ミクロネシア北部、北西ハワイ諸島。そのうちヨーロッパとアジアではだいたい7月31日に日食が見え、北アメリカではだいたい7月30日に見え、白夜のあるグリーンランドの一部などでは深夜0時をまたいで7月30日から7月31日まで見えた。

## 観測
アメリカ大気研究センターの高地天文台、アメリカ海軍研究所のE・O・ハルバート宇宙研究センター、現在のロシア科学アカデミーの前身であるソ連科学アカデミーなどの科学者はこの皆既日食を機に上層コロナの研究をした。アメリカとソ連の合同観測隊はソ連イルクーツク州のブラーツクで皆既日食を観測した。科学者はコロナグラフの観測結果、ブラーツクで撮影されたコロナの映像、P78-1衛星に搭載されたソルウィンドの観測結果により、コロナの3D構造について研究した。